# بيلوغيريا
بيلوهيريا (Білогір'я) هي مدينة في مقاطعة كميلنيتسكا في أوكرانيا.
يبلغ عدد سكانها حوالي 5398 نسمة.